# 쓰르라미 울 적에 (영화)
《쓰르라미 울 적에》(일본어: ひぐらしのなく頃に)는 2008년 일본의 공포 영화로, 동인 비주얼 노블 게임 《쓰르라미 울 적에》의 실사영화화 작품이다. 원작의 〈오니카쿠시 편〉을 바탕으로 했으며 오이카와 아타루 감독이 연출했다. 마에다 고키, 아스카 린, 마쓰야마 안리, 아이카, 오노 에레나가 각각 케이이치, 미온, 레나, 리카, 사토코 역을 맡았다.
원작의 애니메이션판의 주제가를 담당했던 시마미야 에이코가 영화에서도 주제가를 불렀다.

## 출연진
- 마에다 고키 - 마에바라 케이이치 역
- 아스카 린 - 소노자키 미온 역
- 마쓰야마 안리 - 류구 레나 역
- 아이카 - 후루데 리카 역
- 오노 에레나 - 호조 사토코 역
- 다나카 고타로 - 이리에 쿄스케 역
- 가와하라 아야코 - 타카노 미요 역
- 스기모토 뎃타 - 오오이시 쿠라우도 역
- 다니구치 마사시 - 토미타케 지로 역
- 미와 히토미 - 치에 루미코 역
- 요네야마 젠키치 - 마에바라 이치로 역
- 호시 요코 - 마에바라 아이코 역